# Algemene Tilburgse Studenten Organisatie
De Algemene Tilburgse Studenten Organisatie is de tegenhanger van de Amsterdamse ASVA. Het is een door de universiteit gesubsidieerde organisatie. Ter beheer van een aantal centrale voorzieningen, zoals mensa en sociëteit, werd in de jaren 60 van de 20e eeuw vooral door linkse studenten bestuurd, die het tot een actieplatform maakten.